# هارون بانكروفت (مبشر)
هارون بانكروفت (بالإنجليزية: Aaron Bancroft)‏ هو مبشر أمريكي، ولد في 10 نوفمبر 1755 في ريدينج (ماساتشوستس) في الولايات المتحدة، وتوفي في 19 أغسطس 1839 في ورسستر في الولايات المتحدة.